# 350-річчя Переяславської козацької ради 1654 року (срібна монета)
«350-рі́ччя Переясла́вської коза́цької ра́ди 1654 ро́ку» — срібна ювілейна монета номіналом 10 гривень, випущена Національним банком України, присвячена важливій події періоду національно-визвольної війни українського народу — Переяславській раді 8 (18) січня 1654 року, коли збори старшини, козацтва, міщан та селян проголосували за входження України до складу Росії на правах політичної автономії, що на той час мало прогресивне значення для економічного, політичного та культурного розвитку українського народу.
Монету введено в обіг 5 січня 2004 року. Вона належить до серії «Герої козацької доби».

## Опис монети та характеристики
| Номінал грн. | Метал            | Маса, г      | Діаметр, мм | Якість виготовлення | Гурт     | Тираж, штук |
| ------------ | ---------------- | ------------ | ----------- | ------------------- | -------- | ----------- |
| 10           | срібло 925 проби | 31,1 / 33,62 | 38,6        | пруф                | рифлений | 8 000       |

### Аверс
На аверсі монети на дзеркальному тлі потрійної арки православного храму зображено малий Державний Герб України, під яким у два рядки — номінал монети «10 ГРИВЕНЬ», праворуч (у три рядки) — позначення металу, його проби — «Ag 925», маса в чистоті — «31,1» та логотип Монетного двору, також праворуч півколом на дзеркалі розміщено напис «УКРАЇНА», унизу — рік карбування монети «2004».

### Реверс

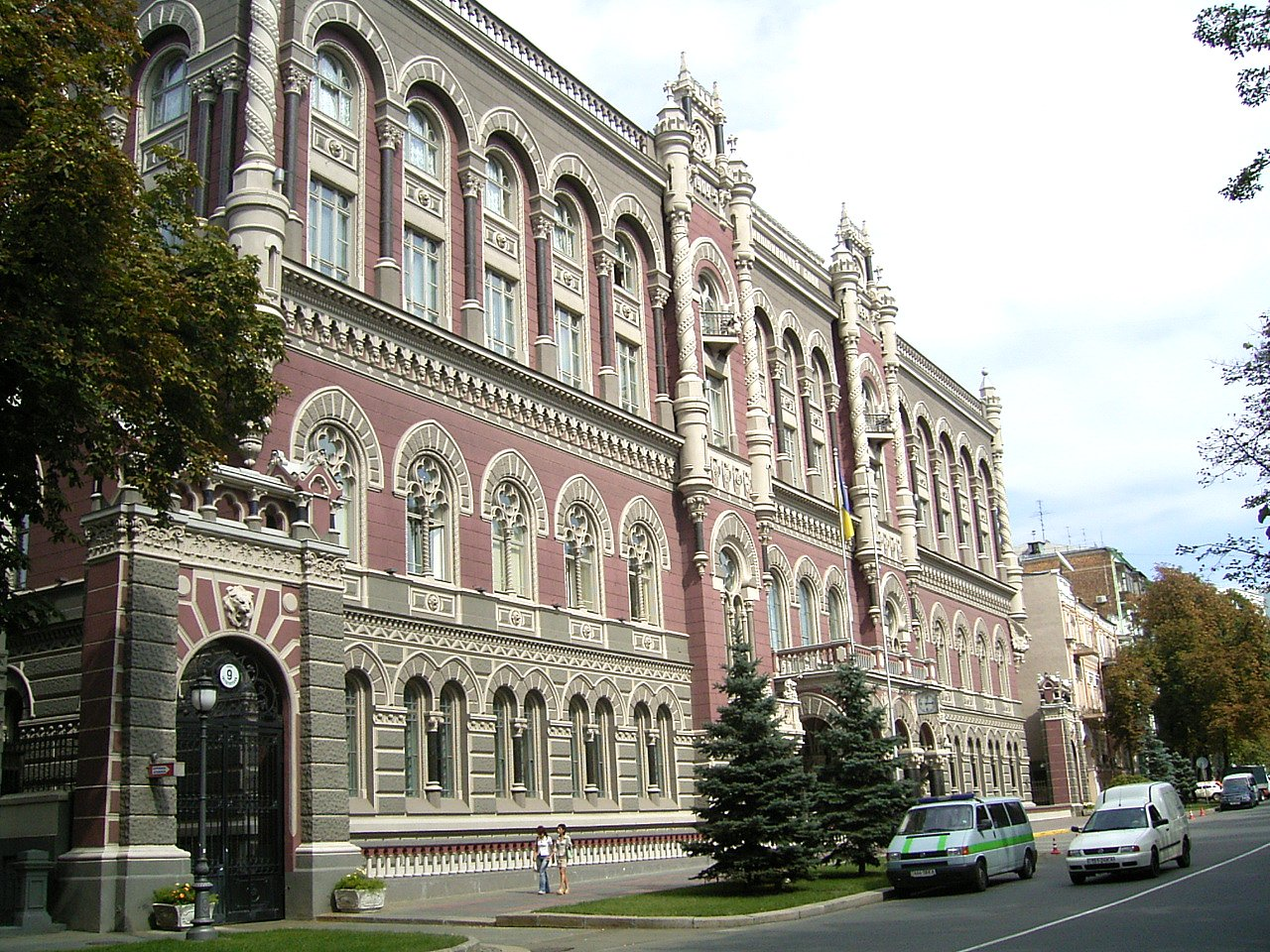
Будівля Національного банку України

На реверсі монети на дзеркальному тлі потрійної арки православного храму зображено багатофігурну композицію на чолі з Богданом Хмельницьким, під якою дата — 1654, праворуч півколом розміщено напис «ПЕРЕЯСЛАВСЬКА КОЗАЦЬКА РАДА».

## Автори
- Художники: Терьохіна Оксана, Домовицьких Наталія.
- Скульптор — Дем'яненко Володимир.

## Вартість монети
Ціна монети — 575 гривень була вказана на сайті Національного банку України в 2012 році.
Фактична приблизна вартість монети, з роками змінювалася так:
| Рік        | 2010 | 2011 | 2012 | 2013 | 2014 | 2015  | 2016  | 2017  | 2018  | 2019  | 2020  | 2021  | 2022  | 2023  | 2024  | 2025  |
| ---------- | ---- | ---- | ---- | ---- | ---- | ----- | ----- | ----- | ----- | ----- | ----- | ----- | ----- | ----- | ----- | ----- |
| Ціна, грн. | 700  | 700  | 700  | 750  | 420  | 1 300 | 1 370 | 1 400 | 1 450 | 1 450 | 1 350 | 1 000 | 1 850 | 2 200 | 5 000 | 5 000 |